# Delta Profronde
La Delta Profronde, conosciuta fino al 1997 come Ronde van Midden-Zeeland, era una corsa in linea di ciclismo su strada maschile che si disputava in Zelanda, nei Paesi Bassi, ogni anno nel mese di settembre. Dal 2005 fu inserita nel calendario dell'UCI Europe Tour come evento di classe 1.1.
Creata nel 1959 come Ronde van Midden-Zeeland, rimase riservata ai dilettanti fino al 1973. Successivamente, fino al 1978, costituì una delle tappe del Giro dei Paesi Bassi.
Nel 2008 i comitati d'organizzazione della Delta Profronde e dell'OZ Wielerweekend unirono le due corse per creare la Delta Tour Zeeland.

## Albo d'oro
Aggiornato all'edizione 2007.
| Anno                     | Vincitore            | Secondo              | Terzo                   |
| Ronde van Midden-Zeeland |                      |                      |                         |
| ------------------------ | -------------------- | -------------------- | ----------------------- |
| 1959                     | Miel Verstraete      |                      |                         |
| 1960                     | Cees van Amsterdam   |                      |                         |
| 1961                     | Bart Solaro          |                      |                         |
| 1962                     | Cees Snepvangers     |                      |                         |
| 1963                     | Frans Melckenbeeck   |                      |                         |
| 1964                     | Léo van Dongen       |                      |                         |
| 1965                     | Dies Kosten          |                      |                         |
| 1966                     | Marinus Wagtmans     |                      |                         |
| 1967                     | Léo de Groot         |                      |                         |
| 1968                     | Joop Zoetemelk       |                      |                         |
| 1969                     | Henk Benjamins       |                      |                         |
| 1970                     | Cees Priem           |                      |                         |
| 1971                     | Marcel Pennings      |                      |                         |
| 1972                     | Roy Schuiten         |                      |                         |
| 1973                     | Peer Maas            |                      |                         |
| 1974                     | Tino Tabak           | Piet van Katwijk     | Theo van der Leeuw      |
| 1975                     | Gerard Vianen        | Dietrich Thurau      | Theo Smit               |
| 1976                     | Fedor den Hertog     | Ludo Peeters         | Freddy Maertens         |
| 1977                     | Freddy Maertens      | Piet van Katwijk     | Eddy Vanhaerens         |
| 1978                     | Gerrie Knetemann     | Adri Schipper        | Jan Krekels             |
| 1979                     | Bert Oosterbosch     | Jan Raas             | Adri Schipper           |
| 1980                     | Gerrie Knetemann     | Guy Nulens           | Cees Priem              |
| 1981                     | Walter Planckaert    | Gerrie van Gerwen    | Jos Lammertink          |
| 1982                     | Henk Lubberding      | Adri van Houwelingen | Gerrie Knetemann        |
| 1983                     | Jan Raas             | Ronny Van Holen      | Leo van Vliet           |
| 1984                     | Luc Colijn           | Eddy Planckaert      | Werner Devos            |
| 1985                     | Ferdi Van Den Haute  | Nico Verhoeven       | Eddy Planckaert         |
| 1986                     | Gerrit Solleveld     | Rudy Dhaenens        | Toine Poels             |
| 1987                     | Jean-Paul van Poppel | Eric Vanderaerden    | Wim Arras               |
| 1988                     | Peter Pieters        | Mathieu Hermans      | Johan Capiot            |
| 1989                     | Jelle Nijdam         | John Van Den Akker   | Mathieu Hermans         |
| 1990                     | Gerrit Solleveld     | Adrie Kools          | Johan Capiot            |
| 1991                     | Wiebren Veenstra     | Peter Pieters        | Danny Neskens           |
| 1992                     | Johan Capiot         | Wiebren Veenstra     | Adri van der Poel       |
| 1993                     | Jo Planckaert        | Eric Vanderaerden    | Wilfried Nelissen       |
| 1994                     | Maarten den Bakker   | Jelle Nijdam         | Johan Capiot            |
| 1995                     | Jeroen Blijlevens    | Adriano Baffi        | Jean-Pierre Heynderickx |
| 1996                     | Jelle Nijdam         | John Talen           | Johan Capiot            |
| 1997                     | non disputato        | non disputato        | non disputato           |
| Delta Profronde          |                      |                      |                         |
| 1998                     | Erik Zabel           | Ján Svorada          | Michel Cornelisse       |
| 1999                     | Servais Knaven       | Ralf Grabsch         | Wim Omloop              |
| 2000                     | Léon van Bon         | Niko Eeckhout        | Andrej Hauptman         |
| 2001                     | Niko Eeckhout        | Wim Omloop           | Servais Knaven          |
| 2002                     | Robbie McEwen        | Steven de Jongh      | Jo Planckaert           |
| 2003                     | Stefan van Dijk      | Geert Omloop         | Frédéric Guesdon        |
| 2004                     | Niko Eeckhout        | Robbie McEwen        | Stefan van Dijk         |
| 2005                     | Bram de Groot        | Theo Eltink          | Frédéric Amorison       |
| 2006                     | Steven de Jongh      | Simone Cadamuro      | Graeme Brown            |
| 2007                     | Denis Flahaut        | Stefan van Dijk      | Matthew Goss            |